# (7821) 1991 AC
1991 أي سي (ويعرف أيضًا باسم (7821) 1991 أي سي وفق تسمية الكوكب الصغير) (بالإنجليزية: 1991 AC)‏ هو كويكب ضمن حزام الكويكبات؛ وترتيبه 7821 من حيث الاكتشاف.
اكتُشف هذا الجُرم الفلكي بواسطة أوسامو موراماتسو في 8 يناير 1991.

## وصلات خارجية
- (7821) 1991 AC في قاعدة بيانات مختبر الدفع النفاث لأجرام النظام الشمسي الصغيرة

- الاكتشاف · مخطط المدار ·  العناصر المدارية · المعلمات المادية

- (7821) 1991 AC على موقع ويكي سكاي: DSS2, SDSS, GALEX, IRAS, Hydrogen α, X-Ray, Astrophoto, Sky Map, Articles and images